# Apostolische Kamer

Het pauselijk embleem tijdens een periode van sedisvacatie

De Apostolische Kamer (Latijn: Camera Apostolica) was een van de organen van de Romeinse Curie. Haar taak was het beheer van de wereldlijke goederen en rechten van het pausschap tijdens een periode van sedisvacatie; de periode tussen het aftreden of overlijden van een paus en de keuze van een nieuwe paus. Aan het hoofd stond de camerlengo.

## Geschiedenis
De Apostolische Kamer kwam voort uit de reeds in de 11de eeuw bestaande Pauselijke Schatkamer (Latijn: Camera Thesauria), die aanvankelijk alleen de schatkist in het Apostolisch Paleis beheerde, maar al spoedig het hele financiële beheer van de inkomsten, giften en pauselijke domeinen, alsmede de uitgave van aalmoezen door de aartsdiaken omvatte.
De apostolische constitutie Praedicate Evangelium, in 2022 afgekondigd door Paus Franciscus, maakte na bijna een millennium een einde aan de Apostolische Kamer. De taken werden overgenomen door de kardinaal-camerlengo van de Heilige Roomse Kerk – nu een orgaan van de Curie – bijgestaan door de kardinaal-coördinator van de Raad voor de Economie en twee assistenten.

## Verwijzingen
1. ↑  (en) Faggioli, M. (2022). The Apostolic Constitution Preach the Gospel (Praedicate Evangelium): With an Appraisal of Francis's Reform of the Roman Curia by Massimo Faggioli. Liturgical Press, Collegeville, p. xl. ISBN 978-0-8146-6853-5 "An institution that disappears completely, after almost a millennium of existence, is the Apostolic Chamber (Camera Apostolica), the papal treasury, for centuries a central body in the papal administrative system."
2. ↑  (en) Mancini, M., Pope Francis' Apostolic Constitution Praedicate Evangelium: Abolishing or Replacing the Office of the Apostolic Camera?. EWTN Vatican (4 juli 2023). Geraadpleegd op 22 april 2025.